# NEW AMBITION
『NEW AMBITION』（ニュー・アンビション）は、DOG FIGHTの1枚目のスタジオ・アルバム。

## 内容
DOG FIGHTの記念すべきデビュー作品。これまでのアルバムの中で最大のヒット作品である。

## 批評
CDジャーナルは「新人と言ってもNAOKIとKI-YANがいるという訳で、ただならぬバンドのデビューとわかるはず。ストレートでヌケのいいロックが何だかすごく新鮮」と評した。

## 収録曲
全作詞：NAOKI（9以外）、編曲：坂井紀雄・DOG FIGHT
1. ミスターダイナマイト
作曲：TAISHO
2. NEW AMBITION
作曲：TAISHO
3. ラブソング
作曲：DOG FIGHT
4. STAY HERE
作曲：TAISHO
5. WHEE WHEE
作曲：DOG FIGHT
6. 今夜スリルなリアルを
作曲：TAISHO
7. SONG FOR YOU
作曲：TAISHO
8. ラスカルガール
作曲：TAISHO
9. DRIVIN' MY CRAZY CAR
作詞：NAOKI・TAISHO
作曲：TAISHO
10. NEVER FADE AWAY
作曲：TAISHO
11. レクイエム～眠らない記憶～
作曲：TAISHO
12. MAYBE TOMORROW
作曲：TAISHO

## 参加ミュージシャン
DOG FIGHT
- TAISHO - ボーカル
- NAOKI - ギター
- KEN - ベース
- KI-YAN - ドラム

サポート
- 前野知常 - キーボード